# Paspalidium rarum
Paspalidium rarum là một loài thực vật có hoa trong họ Hòa thảo. Loài này được (R.Br.) Hughes mô tả khoa học đầu tiên năm 1923.